# Зеда-Эцери (Самтредский муниципалитет)
Зеда-Эцери (груз. ზედა ეწერი) — село в Грузии, на территории Самтредского муниципалитета края (мхаре) Имеретия.

## География
Село находится в западной части Грузии, к югу от реки Риони, на расстоянии приблизительно 9 километров (по прямой) к юго-востоку от города Самтредиа, административного центра муниципалитета. Абсолютная высота — 78 метров над уровнем моря.

## Население
По результатам официальной переписи населения 2014 года, в Зеда-Эцери проживало 225 человек (111 мужчин и 114 женщин). В национальной структуре населения грузины составляли 100 %.
| Год  | Население, человек |
| ---- | ------------------ |
| 2002 | 183                |
| 2014 | ↗ 225              |